# 兄貴 (1923年の映画)
『兄貴』（あにき、Big Brother）は、失われた映画とされる、1923年に制作されたアメリカ合衆国の映画で、アラン・ドワンが監督し、レックス・ビーチとポール・スローンが脚本を書いたサイレントのドラマ映画である。おもな出演者は、トム・ムーア、エディス・ロバーツ、レイモンド・ハットン、ジョー・キング、ミッキー・ベネット (Mickey Bennett)、チャールズ・ヘンダーソン (Charles Henderson)、ポール・パンサーらであった。この作品は、1923年12月23日にパラマウント映画からリリースされた。
この作品は、アストリア・スタジオで撮影され、さらに大規模なロケーション撮影がニューヨーク周辺でおこなわれた。当時はそのリアリズムが注目された作品であったが、今では失われた映画と考えられている。1931年にはトーキー版として『Young Donovan's Kid』が制作された。

## キャスト
- トム・ムーア - ジミー・ドノヴァン (Jimmy Donovan)
- エディス・ロバーツ - キティ・コステロ (Kitty Costello)
- レイモンド・ハットン - コーキー・ジョー・ミラー (Cokey Joe Miller)
- ジョー・キング - ビッグ・ベン・マレー (Big Ben Murray)
- ミッキー・ベネット - ミッジ・マレー (Midge Murray)
- チャールズ・ヘンダーソン - ファザー・ダン・マロン ('Father Dan' Marron)
- ポール・パンサー - マイク・ナヴァロ (Mike Navarro)
- ニール・ケリー (Neill Kelley) - モンク・マネリ (Monk Manelli)
- ウィリアム・ブラック（英語版） - ロマン・デュリー (Loman Duryea)
- マーティン・ファウスト（英語版） - スパイク・ドイル (Spike Doyle)
- ミルトン・ハーマン (Milton Herman) - イジー (Izzy)
- フローレンス・アシュブルック (Florence Ashbrooke) - ミセス・シーアン (Mrs. Sheean)
- イヴォンヌ・ヒューズ（英語版） - ナヴァロの女 (Navarro's Girl)
- チャールズ・ハモンド (Charles Hammond) - 判事 (Judge)
- ジャック・オーキー（クレジットなし）